# Équipe de Maurice masculine de volley-ball
L'équipe de Maurice de volley-ball est composée des meilleurs joueurs mauriciens sélectionnés par la Mauritius Volleyball Association (MVA). Elle figure au 93e rang dans le classement de la Fédération internationale de volley-ball au 1er octobre 2018. 

## Sélection actuelle
Sélection pour les qualifications au championnat du monde 2010.
Entraîneur : Lindsay Wilson  Maurice ; entraîneur-adjoint : Dharmen Gundowry  Maurice

## Palmarès et parcours

### Parcours

#### Championnat d'Afrique
| - 1967 : non participant - 1971 : non participant - 1976 : non participant - 1979 : non participant - 1983 : non participant - 1987 : non participant - 1989 : non participant - 1991 : non participant | - 1993 : non participant - 1995 : non participant - 1997 : non participant - 1999 : non participant - 2001 : 4e - 2003 : non participant - 2005 : non participant - 2007 : non participant | - 2009 : non participant - 2011 : non participant - 2013 : non participant - 2015 : 9e - 2017 : non participant |